# Prater (Berlin)

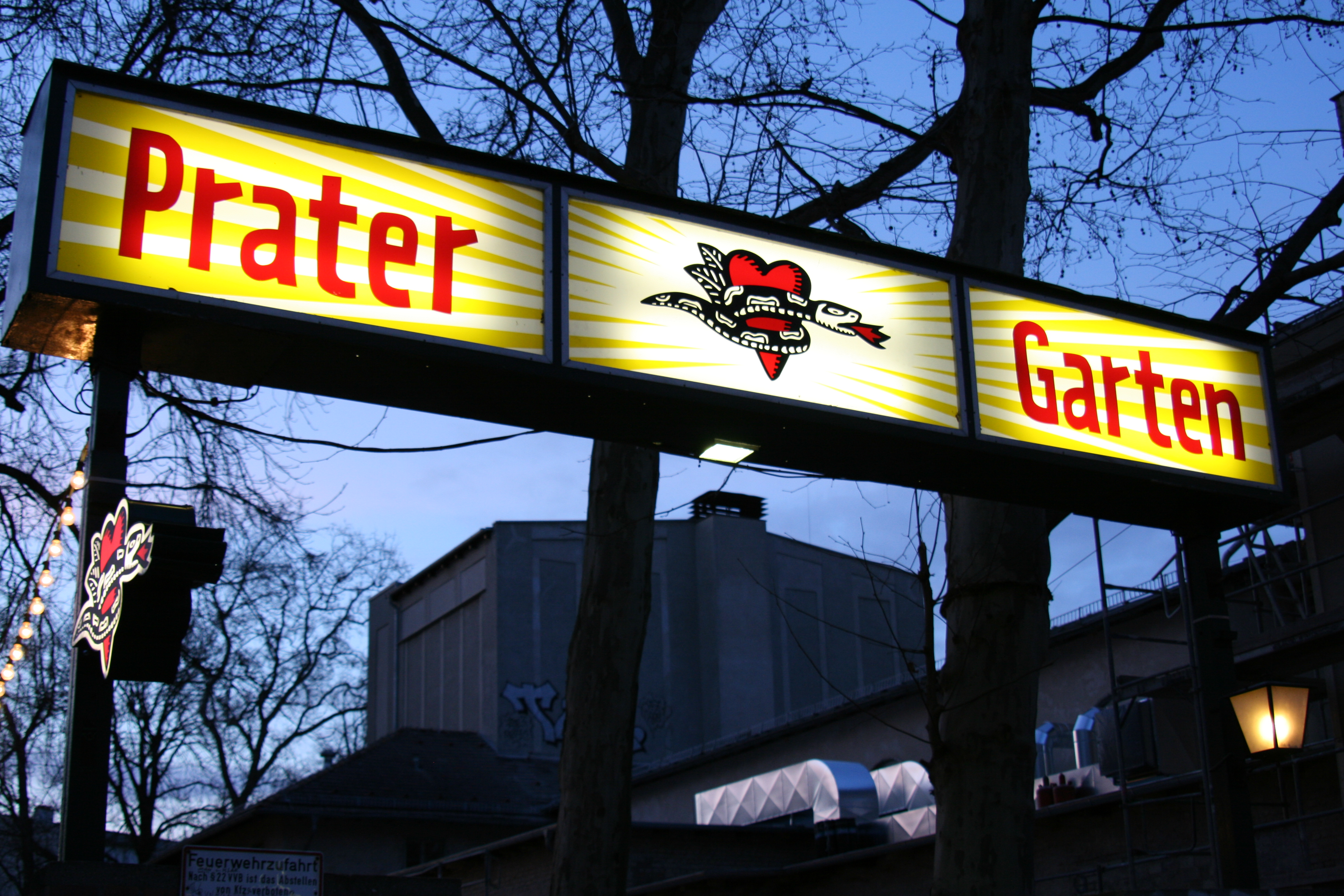
Eingang zum Pratergarten

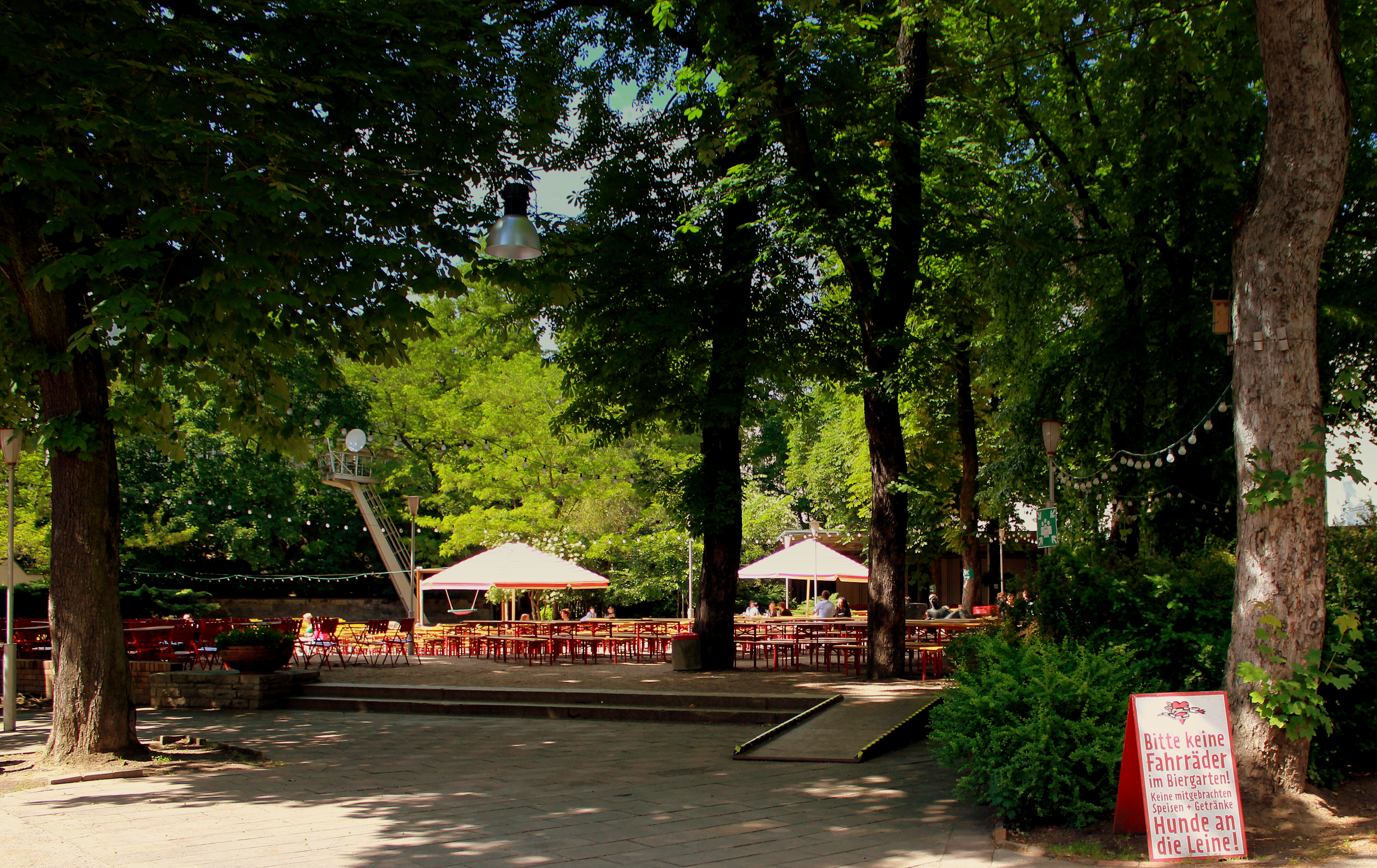
Der Prater Biergarten

Der Prater im Stadtteil Prenzlauer Berg ist der älteste Biergarten Berlins. Er wurde ursprünglich nur als Bierausschank im Jahre 1837 gegründet. Durch die Familie Kalbo, welche das Etablissement 1852 erwarb und ausbaute, entwickelte sich der Prater zu einer populären Freizeit- und Vergnügungsgaststätte, an der auch Theater- und Varietévorstellungen stattfanden (Prater-Theater).

## Geschichte

### Die Anfänge
Der Stadtteil Prenzlauer Berg, der heute zum Bezirk Pankow der Stadt Berlin gehört, verdankt seine Geschichte den ersten Mühlen. Anfang des 19. Jahrhunderts wurde das Ackerland zwischen Pankow und Berlin verstärkt besiedelt und bald gab es über dreißig Windmühlen, sodass der Stadtkern zu wachsen anfing.
Neben den Mühlen entstanden auch andere Gebäude. Straßen, Schulen, Kirchen und viele kleine Geschäfte wurden errichtet und mehr Leben kam auf. Nicht außer Acht zu lassen ist hierbei die Einrichtung von Lokalitäten wie Kneipen oder Gaststätten für die Arbeiter und Gesellen, die Handlungsgehilfen und kleinen Handwerker, die sich in Prenzlauer Berg angesiedelt haben.
Im Jahre 1837 begann ein gewisser Porath an der Kastanienallee 7 mit dem Bierausschank in einer Bretterbude. Zu dieser Zeit war die von Wilhelm Griebenow angelegte Allee mit Kastanienbäumen auf einem lehmigen Feldweg erschlossen, welcher zu beiden Seiten mit Gras und Unkraut bewachsen war.
Der Familienvorstand, Johann Friedrich Adolph Kalbo, erwarb 1852 den schon nach mehreren Umbauten vergrößerten Bierausschank und die eigentliche Geschichte des Berliner Praters begann.
Ein wichtiger Faktor für den „Berliner Prater“ lag in der Entwicklung Berlins von einer Residenzstadt zu einer Industrie- und Arbeitermetropole. Dieser Umstand verhalf dem Prater zu einer sicheren Existenz und zur Popularität. Die Zeit, in der viele Widersprüche in wirtschaftlichen, sozialen und bevölkerungspolitischen Entwicklung lagen, führte zu einer völligen Umstrukturierung in allen Bereichen. Auch im Alltagsleben der Menschen, denn Berlin entwickelte sich zu einer Großstadtmetropole. Frauen nahmen einen neuen Platz in der Öffentlichkeit ein, was hauptsächlich mit der Veränderung der Arbeitsverhältnisse zu tun hatte. So kam es, dass auch Frauen sich in Ausflugslokalen zeigten. Zuerst nur an Sonntagen, später auch an all den anderen Tagen der Woche.
J.F.A. Kalbo beantragt im Jahr 1867 eine Konzession zur Aufführung von Lustbarkeiten bei dem Königlichen Preußischen Polizeipräsidium und nannte in seinem Anschreiben sein Unternehmen „Café chantant“. Darunter verstand man ein „Singendes Café“, welches eine Mischung aus Café und Kneipe darstellte. Jedoch wurde zu dem Bearbeitungsanschreiben von Kalbo schon eine Notiz gemacht, dass dieses Lokal im Volksmund und bei der Polizei unter dem Namen „Berliner Prater“ bekannt war. Man geht davon aus, dass der Name sich am „Wiener Prater“ anlehnt, wobei die Ähnlichkeit am ehesten in den Freizeitbedürfnissen ihrer Besucher lag.
Erst 1869 wurde der Antrag genehmigt und J.F.A. Kalbo wurde zum Schauspielunternehmer ernannt. Nun war der „Prater“ nicht mehr irgendein Biergarten von vielen, sondern lud zu unterhaltsamen Stunden mit einer Sommergartenbühne ein. Zusätzlich wurde das Haus Stück für Stück vergrößert, so dass auch in der Wintersaison dem Publikum ein Programm geboten werden konnte.
Im gleichen Jahr der Konzessionsgenehmigung wurde das Brauereiunternehmen „Brauerei Pfefferberg“ juristisch zum Eigentümer des „Berliner Prater“. Betreiber blieb jedoch weiterhin die Familie Kalbo. Durch den Verkauf des „Praters“ konnte das Unternehmen das Geld in den weiteren Ausbau des Saals investieren. Dies war von hoher Wichtigkeit, denn auch im Winter wollten die Menschen unterhalten werden. Schließlich war in den vergangenen Jahren die Zahl an Cafés und Kneipen beträchtlich gestiegen und man musste sich als Unternehmer fest an den Bedürfnissen des Besuchers orientieren, Abwechslung bieten und immer wieder neue Ideen haben.
Somit wurde der Prater gleichzeitig Kneipe, Ausflugslokal, Varieté, Volkstheater, Ballsaal, Garten und Versammlungsort. Das Publikum war recht vielfältig und bunt gemischt, doch machte hauptsächlich die „untere Schicht“ die Besucher aus. Der „Berliner Prater“ unterschied sich stark von dem vornehm-pompösen Theater aus der Innenstadt und die Stimmung war immer ausgelassen.

„Typisch dafür war das kleine Café Chantant des Berliner Nordens, das damals in Mode kam, mit bekränzten Büsten des alten Kaisers, Bismarcks und Moltkes in grellem roten und grünen Lampenlicht, mit Heil dir im Siegerkranz, Hurra und verlogenen Schmachtfetzen aus lustverseucht heiseren Kehlen, mit Lorelei, Zoten und Suff, ein patriotisch sentimentaler Bordellersatz, zur Abendandacht für Studenten, Referendare und Offiziere, für die Blüte der Nation, so daß der schüchterne junge Kaufmann in den hinteren Reihen sein Gewissen durch einen Blick auf diese vorbildliche Gesellschaft beruhigen konnte. Das war sozusagen die andere Seite der Butzenscheibenlyrik, ihre Nachtseite.“

### Jahrhundertwende
Den Höhepunkt erreicht der „Berliner Prater“ um die Jahrhundertwende.
Von Pfingsten bis zum 15. September wurden täglich „Spezialitäten-Vorstellungen“ und kleinere Theatervorstellungen, Singspiele, Possen, Operetten, Pantomime und Marionettenspiel geboten. Die auftretenden Künstler waren bürgerliche Leute, die in der Nähe des „Berliner Prater“ lebten. Stücke wie Das Glöckchen des Eremiten, Goldene Herzen und Kleine Frauen weinen waren beim Publikum zur Jahrhundertwende sehr beliebt und wurden oft aufgeführt. Besonders beliebt waren Stücke aus Schuberts Rosamunde.
Da in den Stücken keine Vorträge gegen die guten Sitten und den Anstand verstoßen dürfen, war es die Aufgabe des Schauspielunternehmers, die Wortbeiträge der Künstler zu überprüfen und bei der Preußischen Theaterpolizei anzumelden und genehmigen zu lassen.
Ebenfalls großer Beliebtheit erfreute sich das Varieté, in dem unterschiedliche Programme aufgeführt wurde. Es traten beispielsweise die „Musikalische Transformations-Pantomimen“ und akrobatische Kraft-Balance-Akte auf. Künstler aus dieser Gruppe waren zum Beispiel Fred Seylon, La belle Georgette, die russische Artisten der „Barsikow-Gruppe“ und der „Lustige Bildhauer“ Terras.
Auch politische Versammlungen fanden im „Berliner Prater“ statt, diese mussten jedoch im Gebäude abgehalten werden, da politische Versammlungen unter freien Himmel zu dieser Zeit verboten waren. Die erste politische Versammlung war das Stiftungsfest des „Allgemeinen Deutschen Arbeitervereins“ und fand am 29. Juli 1871 statt. Es folgten mehrere politische Veranstaltungen. Die Sozialdemokraten des 6. Berliner Reichstagswahlkreises veranstalteten am 26. Dezember 1904 eine Matinee. Auch eine Volksversammlung im Februar 1905 zur Revolution in Russland wurde im Prater abgehalten.
Eine Besonderheit des „Berliner Prater“ war die Möglichkeit, selbst gemachte Brote mitzubringen und mitgebrachten Kaffee vor Ort aufbrühen zu lassen. Des Weiteren gab es eine Vielzahl von alkoholischen Getränken. So erstreckte sich das Angebot von einem einfachen Glas Weißbier zu Rot- und Weißwein bis hin zu teurem Erlanger Bier und Champagner.
Um Werbung für den Prater zu machen, fand man damals in der Innenstadt viele Programmzettel an Häuserwänden, Litfaßsäulen und Schaufenstern. Da das Programm sehr ansprechend und die Preise des Unternehmens wesentlich geringer waren als die von Cafés und Kneipen in der Innenstadt, suchten viele den „Berliner Prater“ auf.
Eine neue Idee des Unternehmers kam auf: Aufführung von Filmen. So fanden hier die ersten „kinematographischen Vorstellungen“ am 5. und am 6. März 1903 statt. Es wurden „Die Passionsgeschichte“, „Aladin und die Wunderlampe in 45 Bildern“, „Kaiser Wilhelm II.“ und „Ausbruch des Vulkans Mont Pelé auf Martinique“ gezeigt.
Da ihr Mann verstorben war (Paul Kalbo, 1861–1901, beigesetzt am 15. November 1901 auf dem I. St.Elisabeth-Friedhof) übernahm Martha Kalbo wenig später das Unternehmen und beantragte eine Konzession zu mehraktigen Schauspielen, welche sie schließlich auch erhielt.
Es gastierten die „Theatralischen Vereinigungen Berliner Volksbühnen“ mit dem Stück Maria Magdalena und auch das Rose-Theater. Doch Martha Kolbos Ziel war es, ein eigenes Theater zu besitzen. Somit begann sie mit einem Umbau des „Berliner Praters“ und feierte 1906 die Neueröffnung mit Schillers Kabale und Liebe. Jedoch verfehlte das neue Bild des „Berliner Prater“ den Geschmack seines Publikums und das Stammpublikum verlangte mehr Varieté, Geselligkeit und Unterhaltung. Da Martha Kalbo eine gute Geschäftsfrau war, entschied sie sich, dem „Berliner Prater“ sein altes Profil wiederzugeben.

### Erster Weltkrieg bis Zweiter Weltkrieg
Durch den Ersten Weltkrieg verzeichnete der „Berliner Prater“ einen starken Einschnitt im Geschäft. Die Menschen suchten nun Einrichtungen auf, die individuell und auf spezielle Bedürfnisse abgestimmt waren und bevorzugten nun immer mehr den Film. Somit wurden die Einnahmen der Martha Kalbo immer geringer und bald konnte sie die Gagen der Künstler nicht mehr bezahlen. Im Jahre 1923 gab Martha Kalbo ihre Theaterkonzession zurück. Nachdem die erste Krise überwunden war, lief der Vergnügungsbetrieb weiter. So war zum Beispiel Lotte Werkmeister, eine damals beliebte Künstlerin, ein gern gesehener Gast und trat im „Berliner Prater“ als auch im „Rose-Theater“ auf. Bald darauf wurde ein neues Verwaltungssystem eingeführt, worin ein Generalpächter für das Etablissement zuständig war und Martha Kalbo so nur noch den Posten einer Schankkonzessionärin vertrat. 
Im Jahre 1932 erwarb die Berliner-Kino-Betrieb GmbH als Generalpächter den „Berliner Prater“ und die kalbosche Tradition neigte sich ihrem Ende zu.
Der Provinztheaterdirektor Vack übernahm nun die Planung der Veranstaltungen im Prater. Um schnell an Geld zu kommen, zeigte der neue Pächter viele Ausstattungs- und Monumentalfilmvorstellungen, die oft von vielen Stars besucht wurden. So kam es, dass Hans Albers und Rudolf Platte nun oft zu Gast im „Berliner Prater“ waren und 1935 das große Orchester von Paul Lincke dirigierten.
Während des Zweiten Weltkrieges schlossen im September 1944 der „Berliner Prater“ und nahezu alle Bühnen, Varietés und Kabaretts infolge der Durchsetzung des „totalen Krieges“ ihre Pforten. Von den Zerstörungen durch die Luftangriffe der Alliierten auf Berlin und die Schlacht um Berlin blieben der Bezirk Prenzlauer Berg und damit der Prater samt Umgebung weitgehend verschont.

### Nachkriegszeit

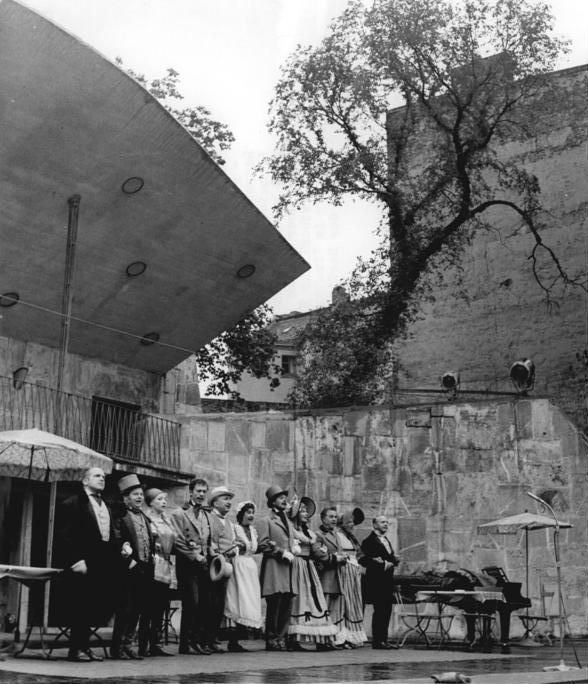
Sommertheater im Berliner Prater, 1965

In der Viersektorenstadt Berlin lag der Prater im Sowjetischen Sektor, wo er schon im Sommer 1945  seinen Betrieb als Freizeit- und Vergnügungsgaststätte wiederaufnehmen konnte. So standen nach langer Zeit wieder Tänzerinnen und Chansonnièren auf dem Programmzettel. 1946 zog die Volksbühne Berlin in den „Berliner Prater“ ein, da deren Schauspielstätte am Liebknechtplatz zerstört war. Neben dem Stück „Nachtasyl“ von Maxim Gorki wurden auch Berliner Possen von Glasbrenner und Amgely auf die Bühne gebracht.
In diesem, anschließend auch als Kino genutzten Gebäude, das von 1949 bis zum Umbau des Pratergartens als DEFA-Filmtheater Kastanienallee firmierte, erlebten in den 1950ern zahlreiche DEFA-Filme ihre Uraufführung. Ein Erfolg wurde gleich zu Beginn der Märchenfilm Das kalte Herz.
Bald hatte der „Berliner Prater“ sein ursprüngliches Flair zurückgewonnen. Ab den sechziger Jahren gab es hier nun auch Schausteller mit Buden und Karussells. Musiknachmittage, Tanzveranstaltungen und Kinderfeste prägten zusätzlich das Bild des bekannten Ausflugslokals. In den Jahren 1965 und 1966 befand sich hier auch das Filmkunsttheater Panorama.
Im Jahre 1967 wurde der „Berliner Prater“ schließlich zum Kreiskulturhaus des Stadtbezirks ernannt.
Im Jahre 1973 wurde anlässlich der Weltfestspiele für junge Berliner Künstler mit der „Galerie am Prater“ ein neuer Ort der Kunst geschaffen.
Über die Jahre stieg die Anzahl der Veranstaltungen im Prater kontinuierlich an, allein im Jahre 1984 zählte man 3000 Veranstaltungen.

### Gegenwart
Die Stadtverordnetenversammlung und somit auch die Kreiskulturhäuser lösten sich mit der Wende auf. Zwar wurde der „Berliner Prater“ zunächst von einer Brauerei bewirtschaftet, doch 1991 wurde das Gelände vom Bezirksamt endgültig geschlossen. Das Objekt wurde dem Senat für die nächsten 30 Jahre zur kostenlosen kulturellen Nutzung überlassen.
Im Jahre 1992 flossen 3,2 Millionen DM aus dem Aufbau-Ost-Programm in den Biergarten, damit das Objekt rekonstruiert werden konnte. Jedoch traten Komplikationen auf: Das Budget war zu sehr ausgereizt, obwohl die Bauphase noch nicht begonnen hatte und die Gefahrenstellen konnten zunächst nicht alle beseitigt werden. Doch 1996 feierte der „Berliner Prater“ seine Wiedereröffnung.
Seitdem zieht er, mit seinen 600 bis 800 Sitzplätzen des Biergartens und dem bunten Programm der Volksbühne, Berliner und Touristen gleichermaßen an. Das denkmalgeschützte Restaurant wurde ebenfalls völlig saniert und ist jetzt erneut ein viel besuchter Ort.

## Kultur

### Bastard-Club
Der Bastard-Club war eine privat betriebene Diskothek, die sich bis 2007 im Foyer des Theaters befand.

### Galerie im Prater
Die „Galerie im Prater“ ist eine der ältesten kommunalen Galerien in Berlin. Ab 1973 hatte sie als „Galerie am Prater“ ihren Standort in der Kastanienallee 100. Diese war in der DDR eine der wichtigsten Berliner Galerien. Nach der deutschen Wiedervereinigung nahm sie Ende April 2005 ihren Ausstellungsbetrieb im ehemaligen Prater-Café wieder auf. Pro Jahr werden in der Galerie ca. 10 Ausstellungen gezeigt.

### Gaststätte im Prater
Im Juni 1999 veröffentlichten die Band 17 Hippies hier ihr zweites Album Wer ist das?, das vom 23. bis 25. Oktober 1998 in der Gaststätte live vor Publikum aufgenommen wurde. Ebenfalls 1999 stellte die Band hier ihr erstes Notenbuch 17 Hippies für Kinder vor.

### Theater an der Parkaue im Prater
In der Spielzeit 2015/2016 wird der Prater als Hauptspielstätte des Theater an der Parkaue genutzt. Grund hierfür ist die Sanierung der Bühnen 1 und 2 des Hauses in Berlin-Lichtenberg.
Fünf Premieren und zahlreiche Klassiker aus dem Repertoire, wie Nathan der Weise und Peter und der Wolf, werden gezeigt. Außerdem wird die neue Veranstaltungsreihe „Freitags im Prater“ die Frage „What is German?“ stellen und Experimentierfläche für verschiedenste Formate und Künstler sein.

### Volksbühne im Prater
Ab dem Jahr 1992 betrieb die Volksbühne am Rosa-Luxemburg-Platz den traditionsreichen Alt-Prater als zweite Spielstätte. Auch der Pratergarten wurde regelmäßig für Vorführungen und Aktionen genutzt, u. a. im Jahr 1998, als der Regisseur Christoph Schlingensief dort ein Zirkuszelt (den Wahlzirkus) für Wahlkampf-Happenings seiner Kunst-Partei Chance 2000 errichtete.
Ab der Spielzeit 2001/2002 entwickelte sich der „Berliner Prater“ unter der Regie von René Pollesch, der dort unter anderem seine Prater-Saga inszenierte, zu einem innovativen Theaterort, welcher rund 100 Veranstaltungen pro Jahr bot. Der Spielbetrieb wurde im Frühjahr 2010 zugunsten einer umfangreichen Sanierung eingestellt. Diese sollte im Sommer 2011 abgeschlossen sein, musste aber wegen ungeklärter Eigentumsansprüche unterbrochen werden. Eine ab dem Jahr 2013 geplante Zwischennutzung des Praters durch das Theater an der Parkaue wurde daher ebenfalls verworfen.
Die 2019 begonnene Renovierung nähert sich nun ihrem Abschluss. In Kürze ist der geplante Wiedereinzug der Volksbühne ins Theater vorgesehen. „Sobald die Nutzungsfreigabe von der Bauaufsicht des Bezirks erteilt wird, übernimmt die Volksbühne Berlin die Theaterflächen zur Einrichtung und dauerhaften Bespielung als zweite Spielstätte,“ teilte die Senatskulturverwaltung mit. Weitere Bereiche im Prater-Haus werden „vom Bezirk selbst für eine Galerie genutzt oder sind an einen Gastronomen vermietet.“[veraltet]

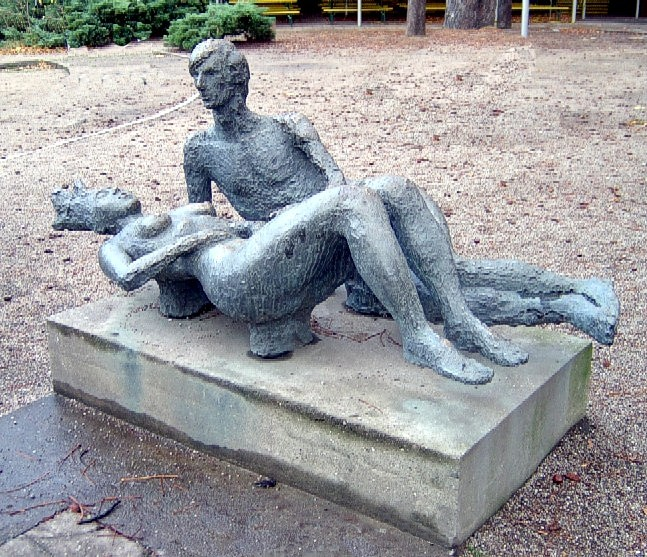
Skulptur Liegendes Paar von Sabina Grzimek